# Ponte Faidherbe
Il ponte Faidherbe è l'unico ponte che collega l'isola di Saint-Louis e porta il nome dell'ex governatore del Senegal, Louis Léon César Faidherbe.

## Storia

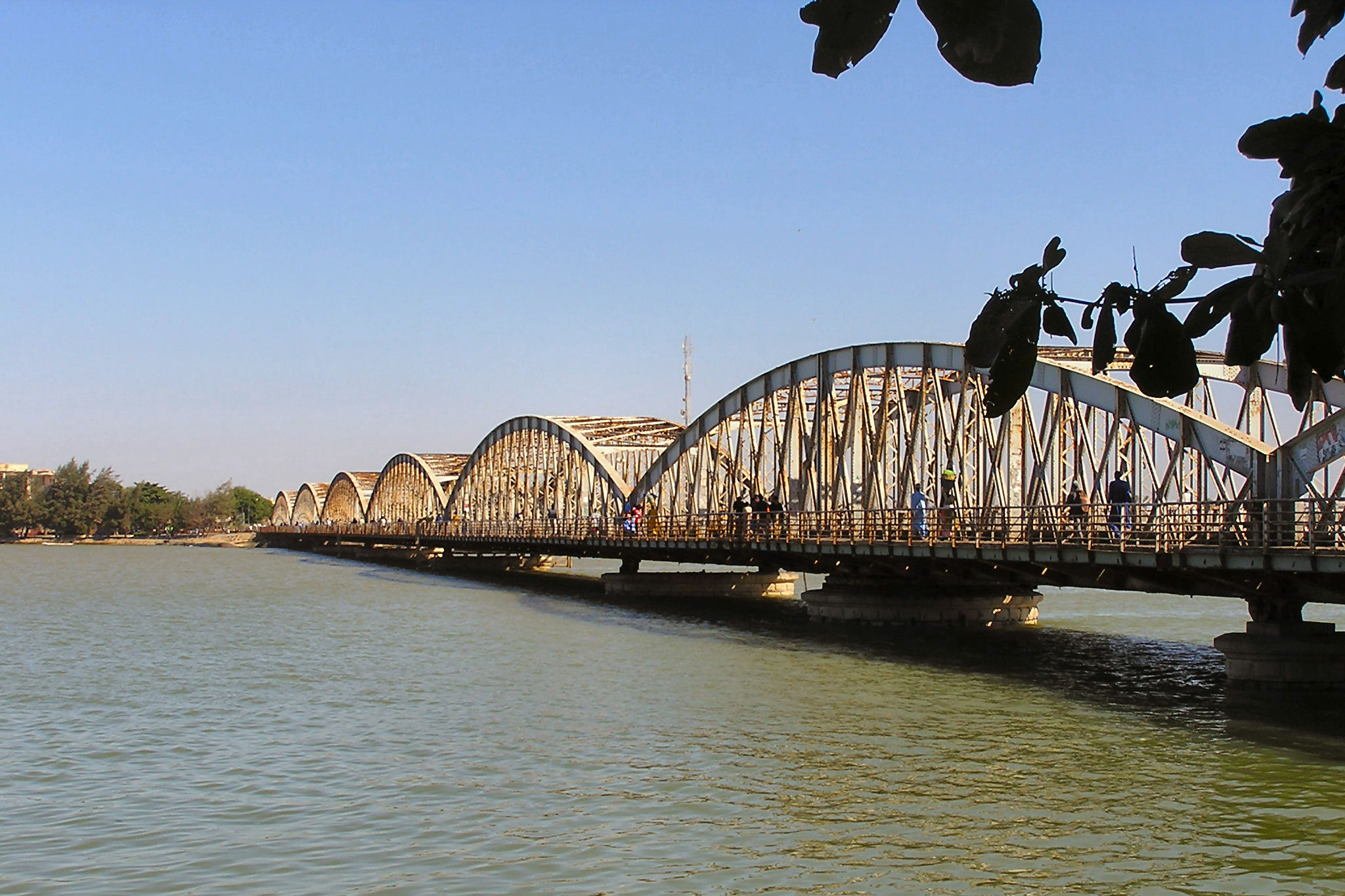
Il ponte dall'isola

La città di Saint-Louis è stata costruita su un'isola nella foce del fiume Senegal. Nel 1858 era collegata alla terraferma da un ponte di chiatte, il quale si dimostrò presto insufficiente ad assorbire l'incremento del traffico, per cui fu costruito un secondo ponte. I due ponti tuttavia si dimostrarono troppo condizionati dalle piene invernali del fiume Senegal.
Nel 1865, mentre la città era sotto l'autorità di un governatore ad interim, il capitano di fregata Robin, la chiatte furono sostituite da un ponte girevole. Esso poggiava su 40 pontoni in latta, aveva una lunghezza totale di 680 metri ed una larghezza di 4. Un decreto imperiale gli assegnò il nome di pont Faidherbe. La sua concezione tuttavia necessitava di lavori importanti di manutenzione: verifica delle catene con le quali erano ancorati i pontoni, vuotare i cassoni dell'acqua che s'infiltrava, aprire una volta al giorno il passaggio navigabile spostando una parte compresa fra tre pontoni.
Nel 1891 il governatore Henri Félix de Lamothe propose la ricostruzione del ponte finanziandola con un debito della colonia da contrarre con la Caisse des dépôts et consignations, ad un tasso del solo 4%. Per la sua costruzione fu interpellato come consulente il maggior esperto di ponti metallici di allora, l'ingegnere francese Jean Résal.
Il ponte fu costruito nel 1897 dalla ditta Nouguier, Kessler & Compagnie d'Argenteuil, inaugurato il 14 luglio 1897 dal governatore generale Jean-Baptiste Chaudié e poi, il 19 ottobre, dal ministro delle Colonie, André Lebon.
La corrosione ne rese necessaria la ricostruzione tra il 1929 e il 1931.
Altri interventi di riparazione si resero necessari negli anni 1987 e 1999, ma questi non furono sufficienti a garantire la perennità dell'opera. I colpi dei battelli in transito avevano inoltre danneggiato la campata girevole.
A causa delle corrosione in forte stato di avanzamento, il ponte fu restaurato tra il 2008 e il 2011 dal raggruppamento di imprese Berthold BTP, Eiffage construction métallique e dalle società d'ingegneria SGI Consulting e Setec TPI. Il ponte così rinnovato è stato inaugurato il 19 novembre dal Presidente della Repubblica del Senegal, Abdoulaye Wade. Il costo totale del rinnovamento è stato di 22,5 miliardi di franchi CFA.
Nel 2000 il ponte è stato classificato dall'UNESCO Patrimonio dell'umanità.

## Caratteristiche tecniche
- Lunghezza totale: 515 m
- Larghezza : 6,20 m
- Esso si compone di 5 campate di 77 m, d'una campata girevole di 72 metri e di una campata di 43 m.